# 반음계
반음계(半音階)는 모든 음이 반음간격으로 진행되는 음계로, 12개의 반음정으로 구성되어 있다.

## 같이 보기
- 음계
- 무조성